# Trichosteleum punctipapillosum
Trichosteleum punctipapillosum là một loài rêu trong họ Sematophyllaceae. Loài này được Paris ex Gangulee mô tả khoa học đầu tiên năm 1980.